# Baruth, Brandenburg
Baruth/Mark är en småstad i östra Tyskland, belägen omkring 40 km söder om Berlins stadsgräns i länet Landkreis Teltow-Fläming i förbundslandet Brandenburg.
Staden är bland annat känd för sitt glasbruk, grundat 1716 och nedlagt 1980.  Glastillverkning i staden finns belagd sedan 1234, då en glashytta vid Baruth omnämns i handlingar tillhörande Dobrilugks kloster. Idag finns en museiby vid glasbruket, med flera hantverks- och turistverksamheter.

## Geografi

### Administrativ indelning
Följande orter utgör administrativa kommundelar i Baruths stadskommun: 
- Centralorten Baruth/Mark med Klein Ziescht
- Dornswalde
- Gross Ziescht med Kemlitz
- Horstwalde
- Klasdorf med Glashütte
- Liessen
- Merzdorf
- Mückendorf
- Paplitz
- Petkus med Charlottenfelde
- Radeland
- Schöbendorf

## Kommunikationer
Motorvägen A13 mellan Berlin och Dresden passerar omedelbart öster om stadsgränsen, med avfarten Baruth/Mark.
Genom stadskärnan går förbundsvägen Bundesstrasse 96 (Sassnitz - Berlin - Zittau) som här korsar Bundesstrasse 115 (Jüterbog - Cottbus - Schöpstal).
I kommunen ligger två järnvägsstationer på sträckan Berlin - Dresden, Baruth/Mark och Klasdorf.  De trafikeras med regionalexpresståg på sträckan Stralsund/Schwedt -Angermünde - Berlin - Elsterwerda.

## Kända stadsbor
- Gottlob Johann Christian Kunth (1757-1829), preussisk politiker och pedagog.
- Johann Georg Lehmann (1765-1811), lantmätare och kartograf.
- Johann Gottlob Nathusius (1760-1835), industrialist.
- Feodora zu Solms (1920-2006), friidrottare, EM-bronsmedaljör i höjdhopp 1938.

|                        |
| Altes Schloss i Baruth |